# شيح مكنسي
الشيح المكنسي (باللاتينية: Artemisia scoparia) نوع نباتي يتبع جنس الشيح من الفصيلة النجمية.

## الموئل والانتشار
النبات واطن في بلاد الشام ومصر والقوقاز ومعظم مناطق أوروبا.